# Bill Hicks
William Melvin Hicks (Valdosta, Lowndes megye, 1961. december 16. – Little Rock, 1994. február 26.) amerikai humorista és zenész. Témái főleg a vallás, a politika és a filozófia voltak.
16 évesen kezdődött a karrierje, amikor a Comedy Workshop klub Texas Outlaw Comics nevű társulatnak tagja volt. Az 1980-as években rendszeresen turnézott az Egyesült Államokban, az Egyesült Királyságban pedig hatalmas rajongótáborra tett szert.
Az évek alatt kultikus státuszt ért el. A Channel 4 2007-es 100 legjobb stand-up komikus listáján a hatodik helyet szerezte meg, a 2010-esen pedig a negyediket. A Rolling Stone 2017-es "Minden idők 50 legjobb stand-up komikusa" listáján a tizenharmadik lett.

## Élete
A Georgia állambeli Valdostában született, Melvin "Jim" Hicks és Mary Reese Hicks gyermekeként. Van egy nővére, Lynn és egy testvére, Steve. A család élt már Alabamában, Floridában és New Jersey-ben, majd végül Houstonban telepedtek le. Hicks ekkor hétéves volt. Már kiskorában érdekelte a humor, utánozta Woody Allent és Richard Pryort. A Stratford High School tanulója volt, ott kezdett humorizálni, előadásai ekkoriban Woody Allen szövegein alapultak. Otthon saját egysoros poénokat írt, és Steve hálószobájának ajtaja alatt csúsztatta be őket. Steve úgy vélekedett Hicksről, mint "zseni".
Karrierje a Comedy Workshop klubban kezdődött az 1980-as években.

## Halála
1993. június 16-án hasnyálmirigyrákkal diagnosztizálták, amely tovább terjedt a májára.
1994. február 26-án hunyt el hasnyálmirigyrákban, 32 éves korában. A Mississippi állambeli Leakesville-ben temették el.